# Постструктурализам
Постструктурализам је покрет у књижевној критици и филозофски правац који је настао у Француској крајем 1960-их година (везује се за студентске побуне 1968. године), „али пуну славу стиче седамдесетих година у англосаксонском свету”. Покрет је почивао на лингвистичким теоријама Фердинанда де Сосира, антропологији Клода Левија Строса и деконструкционистичким ставовима какве је излагао Жак Дерида. Један од зачетника такође је и Ролан Барт, семиолог.
Основна претпоставка овог покрета била је да језик није транспарентан медиј који човека може директно (непосредно) да повеже са истином или реалношћу које су изван њега, већ је то пре структура или кôд у којем значење делова зависи од њиховог међусобног контраста, а не од неке везе са било којим елементом из спољног света. Дакле, постструктурализам је настао као критика структурализма. „Према постструктуралистима, значење је променљиво, у сталном процесу.” Структуралисти тврде да је значење утврђено, постструктуралисти сматрају да значење никад није утврђено и да се оно мења у зависности од времена, контекста и особа које их изводе. Они се усресређују на читаоца, а не на текст јер значење у тексту није коначно већ је недовршено интерпретацијама читаоца. Барт разликује дело од текста. „Док дело дефинише као затворен систем значења које даје аутор, текст, као сусрет дела и читалаца, дефинише као отворено поље могућих, различитих значења, значењски процес.”
У писце који су припадали овом покрету спадају и Жак Лакан, Ролан Барт, Јулија Кристева и Мишел Фуко. Потоња три теоретичара били су окупљени око францускога часописа Тел кел у ком су објавили чувену синтагму смрт аутора. Дакле, аутор је мртав јер он „више није стваралац значења, и другачије интерпретације од њега су могуће”. „Постструктуралисти да ниједно од тих значења није једино исправно, тачно, већ да је свако значење” легитимно и вредно.
Кристева сматра да сваки текст има два нивоа значења:
1. хоризонтални који спаја аутора и читаоца
2. вертикални који повезује текст с другим текстовима.[1]

Шуваковић примећује да постструктуралистичке теорије:
- релативизују вредности и значења у постмодерној култури (све је доступно и дозвољено)
- указује да не постоји целовити интегришући философски и идолошки системи, него само расцепкане праксе које повезују визуелне и говорне језике
- граде нове субјективности која није солипсистичка, него унутаркултурне
- изједначују модел високе уметности и масовнога медијскога спектакла.[1]

Он такође примећује да „у пост структурализму и постмодернизмима, текстом се сматра отворена структура знакова која стиче своја значења тренутним односом с другим знаковима, или текстовима актуелне или историјске културе.”